# Bidalasana und Bitilasana
Bidalasana (Sanskrit बिडालासन biḍālāsana, deutsch Katzenhaltung) und Bitilasana (Sanskrit बितिलासन bitilāsana, deutsch Kuhhaltung) sind Übungen des Yoga, die oft nacheinander geführt werden. Die Sanskritnamen bilden sich aus den Wörtern biḍāl  (बिडाल) (Bedeutung: „Katze“) bzw. bitila  (बितिल) (Bedeutung: „Kuh“) und āsana (आसन) (Bedeutung: „Sitz“ oder „Körperhaltung“). Alternativ wird Bidalasana auch Marjariasana (Sanskrit मार्जरीआसन mārjarīāsana) genannt, was auch Katzenhaltung bedeutet.

## Körperliche Ausführung

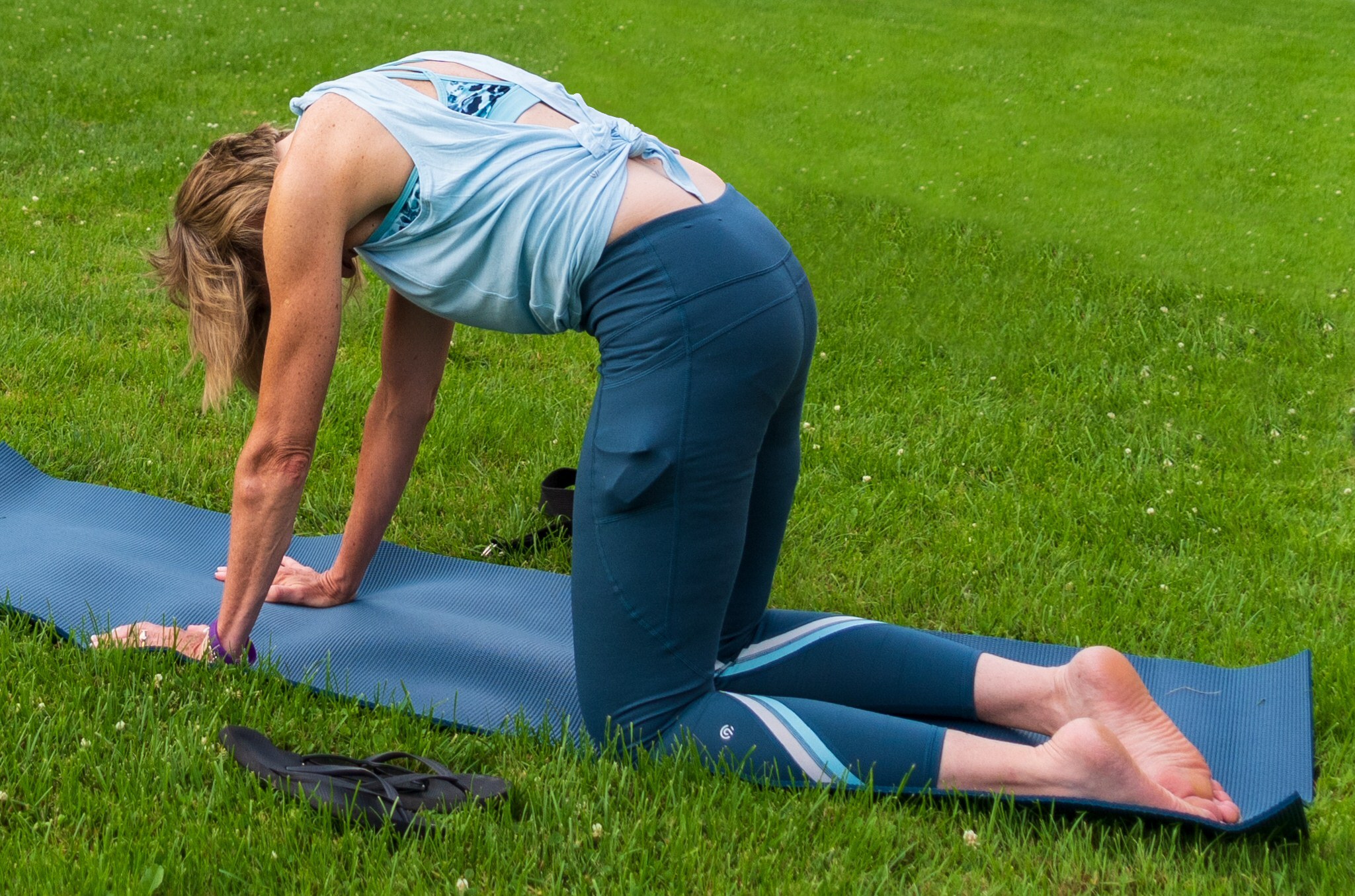
Bidalasana
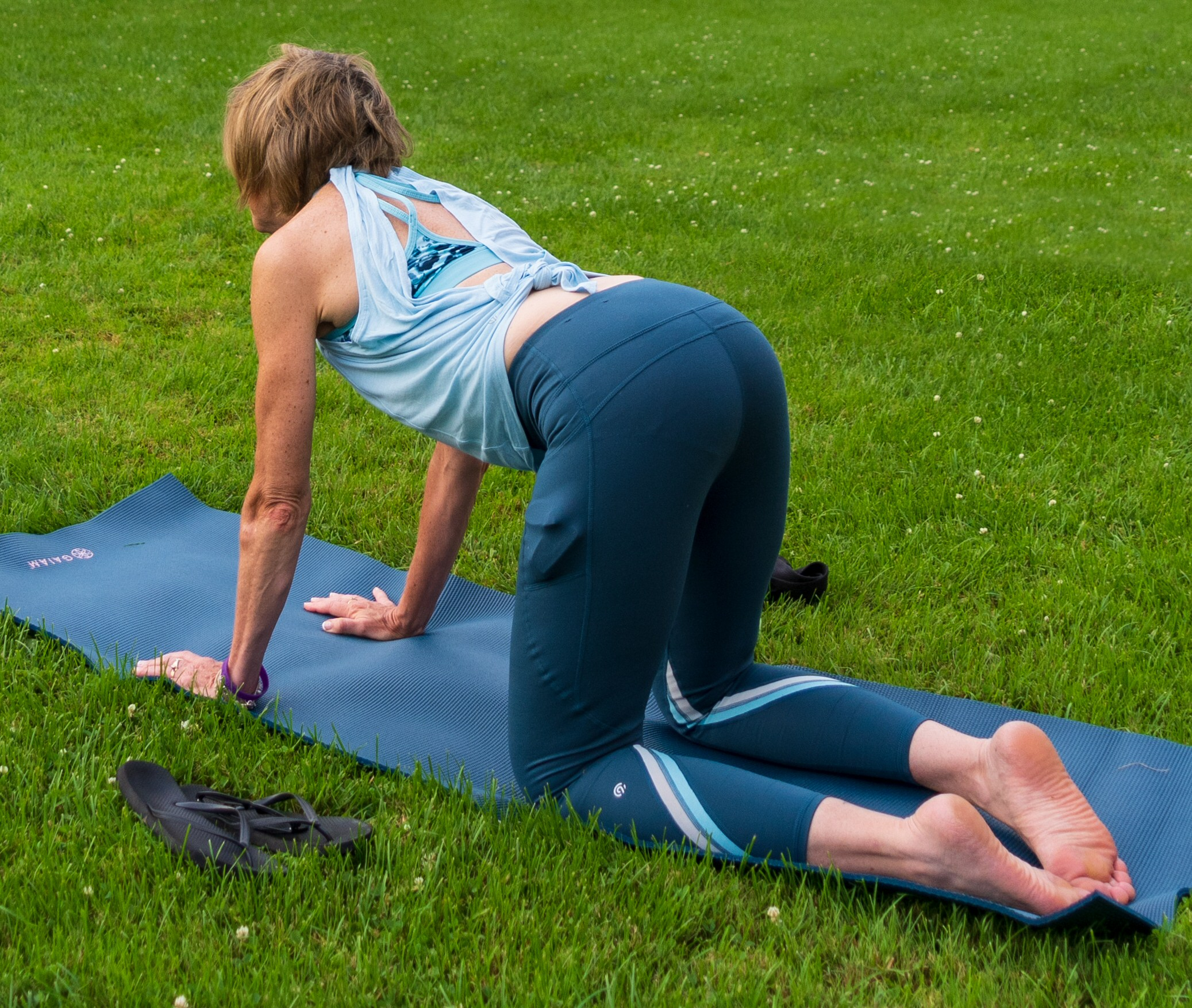
Bitilasana

Die ausführende Person ist auf dem Boden „auf alle vier“, also mit Körper parallel zum Boden und geraden Rücken, auf den Händen, den gebeugten Knien und den Zehen (oder den Unterschenkeln und den Füßen) gestützt. Die Hände befinden sich ungefähr unterhalb der Schultern, die Knien unterhalb des Beckens. Für die „Katze“ fängt die Person die Wirbelsäule zu biegen, vom Kopf aus Richtung Becken, so dass am Ende der Körper dem Bogen eines Tors ähnelt. Für die Kuh wird das Ganze in die Gegenrichtung gemacht, so dass am Ende der Körper einem „hängenden“ Bogen ähnelt.

## Ziele
Über Wirkungen einzelner Asanas auf die Gesundheit gibt es kaum Forschungen. Basierend auf ihre eigenen Erfahrungen sprechen einige Yoga-Autorinnen über die Wirkungen der Asanas auf verschiedene Organe und Zustände. Demnach ist die Kombination von Bidalasana und Bitilasana für Schwangeren besonders geeignet.